# Massey (Nouvelle-Zélande)
Massey est une banlieue située au nord-ouest de la cité d’Auckland dans l’Île du Nord de la Nouvelle-Zélande.

## Toponymie
La banlieue fut dénommée en l’honneur du Premier Ministre de Nouvelle-Zélande William Massey.

## Situation
Ce fut autrefois une banlieue de la cité de Waitakere, qui existait déjà en 1989, autonome jusqu’en 2010 avant son incorporation dans le Conseil d’Auckland.

## Description
Massey est une banlieue relativement large et qui peut être divisée en trois parties distinctes:
- Massey West,
- Massey East (séparés par la autoroute du nord-ouest d’Auckland (en)) et
- Massey Nord (située au nord de ‘Royal Road’).

Une Partie de Massey East est aussi connu sous le nom de 'Royal Heights', qui est le siège du centre commercial du ‘Royal Heights’.

## Population
La population était de 18 759 habitants selon le recensement de 2006 en Nouvelle-Zélande, en augmentation de 1 884 résidents par rapport à celui de 2001.

## Équipement
La banlieue est caractérisée par un centre de loisir et une bibliothèque ainsi que le centre commercial de « Westgate shopping » situé sur ‘Hobsonville Road’ près de l’autoroute du nord-ouest, et qui devrait s’étendre de façon significative vers le nord dans le futur proche

## Éducation
Massey est le siège de l'école secondaire de Massey (en), dont le principal est l’ancien capitaine des Tall Blacks Glen Denham (en).
C’est aussi le siège de plusieurs écoles primaires comprenant « Colwill Primary School », « Lincoln Heights School », « Royal Road Primary School », « Massey Primary School » et « Don Buck Primary School », mais la ville de Massey n’est pas le siège de la Université Massey, qui elle, est basée à Palmerston North avec son campus d'Auckland situé au niveau de la localité d'Albany.

## Loisirs
Le club de rugby local (en) est un membre du North Harbour Rugby Union et a gagné le championnat en 2005.
L’ancien All Black Jonah Lomu a signé pour jouer pour Massey en 2005, mais du fait d’une blessure, fut incapable de jouer avec eux pour cette saison.
Il fit néanmoins ses débuts pour le club en 2006.

## Gouvernance
Au Parlement de la Nouvelle-Zélande, Massey est représenté comme la localité de Te Atatu, par le député travailliste (Labour MP): Phil Twyford (en) et par le Mp de la liste National Tau Henare (en).
Il est au centre d’un ward local du même nom, qui élit de multiples conseillers pour le Conseil d’Auckland.
Le ward de Massey (en) contient les banlieues de Whenuapai Hobsonville, « Herald Island », « West Harbour », « Massey », « Ranui », et « Henderson North ».

## Personnalités notables
Massey est le domicile des joueurs de rugby George Pisi et Tusi Pisi (North Harbour, Samoa et New Zealand 7's) ainsi que des musiciens Blindspott (en) et 2kean (en).

## Liste des parcs de la banlieue de Massey
- Claverdon Park
- Cyclarama Reserve
- Kemp Park
- Helena Park
- Keegan Park
- Lendich Reserve
- Lincoln Park
- Lowtherhurst Reserve
- Makora Park
- Massey Domain
- Moire Park
- Raelene Reserve
- Reynella Park
- Royal Reserve
- Sarajevo Reserve
- Spargo Reserve
- Sunline Park
- Taitapu Park
- Tatyana Park
- Triangle Park
- Zita Maria Park